# Nokia 7280
Nokia 7280 — трёхдиапазонный мобильный телефон фирмы Nokia.
В телефоне впервые отсутствует цифровая клавиатура. Набор номера производится вращающимся колёсиком и кнопкой выбора. В дальнейшем фирма выпустила телефон Nokia 7380 с подобным механизмом ввода.